# Hans Freistadt

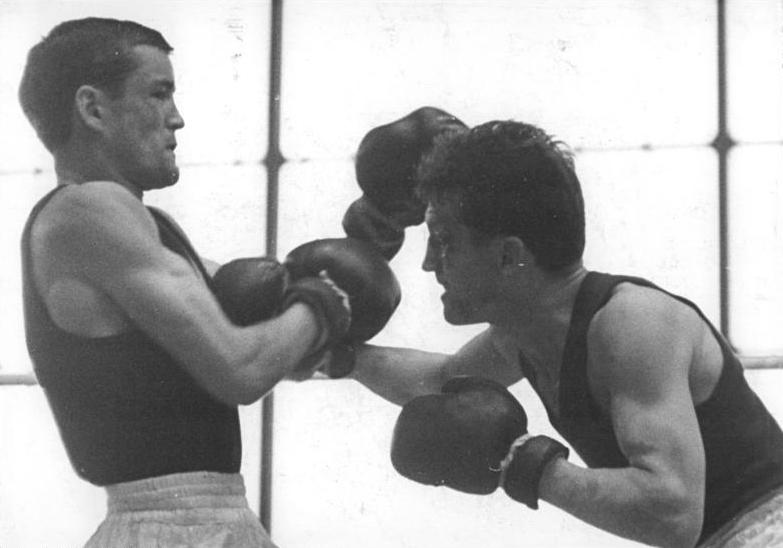
Hans Freistadt (links) verliert in der Olympiaqualifikation 1964 gegen Otto Babiasch

Hans Freistadt (* 6. Juli 1945 in Vinkovci, Sozialistische Föderative Republik Jugoslawien; † 23. Oktober 2019) war ein deutscher Boxer. Er war Europameister der Amateure 1965 im Fliegengewicht.

## Werdegang
Hans Freistadt wurde in Jugoslawien geboren und siedelte mit seiner Mutter Anfang der 1960er Jahre in die Bundesrepublik Deutschland um. Die Familie wurde in Ludwigshafen am Rhein ansässig und Hans Freistadt begann auf dem Mannheimer Maimarkt mit dem Boxen. Über den ASV Landau kam er zum Boxring Ludwigshafen. Schon 1962 und 1963 wurde er (west-)deutscher Juniorenmeister im Fliegengewicht (damals bis 51 kg Körpergewicht).
Bereits ein Jahr später wurde er in München mit einem Punktsieg über Josef Rehberger aus Rosenheim auch (west-)deutscher Meister im Fliegengewicht bei den Senioren. Den Sprung in die gesamtdeutsche Olympiamannschaft für die Olympischen Spiele 1964 in Tokio schaffte er aber nicht. Er scheiterte an Otto Babiasch aus der DDR.
1965 wurde Hans Freistadt in Hannover durch einen Punktsieg über Lothar Kannewurf vom SV Prag Stuttgart erneut (west-)deutscher Meister im Fliegengewicht. Bei der in Ost-Berlin stattfindenden Europameisterschaft dieses Jahres überraschte er dann die gesamte Fachwelt, da er dort ohne große internationale Erfahrung Europameister im Fliegengewicht wurde. Auf dem Weg zu diesem Titel besiegte er, von Cheftrainer Oskar Sänger bestens eingestellt, Ucar aus der Türkei, Tony Humm aus England, John McCluskey aus Irland und im Endkampf Hubert Skrzypczak aus Polen.
1966 wurde Hans Freistadt zur Bundeswehr nach Speyer einberufen und konnte deswegen nicht mehr ausreichend trainieren. In diesem Jahr hat er deshalb keine erwähnenswerten Resultate erzielt. Im September 1966 wurde er von einem Schöffengericht in Speyer wegen „fortgesetzten schweren Diebstahls“ zu einer dreijährigen Bewährungsstrafe verurteilt. 1967 wurde er aber in Münster wieder (west-)deutscher Meister im Fliegengewicht durch einen Punktsieg über Heinz Männel aus Suderwich. Er startete auch bei der Europameisterschaft in Rom, unterlag aber dort schon in der ersten Runde gegen den sowjetischen Sportler Peter Gorbatow nach Punkten.
In den folgenden Jahren erreichte Hans Freistadt nie mehr die Form von 1965. Er wurde zwar 1970 noch einmal (west-)deutscher Meister im Fliegengewicht und startete auch bei der Europameisterschaft 1971 in Madrid. Dort unterlag er aber wieder in der 1. Runde, wobei er das Pech hatte, erneut auf einen sowjetischen Sportler, Viktor Saporoschets, zu treffen.
Hans Freistadt boxte zwar noch einige Jahre weiter, konnte aber keine nennenswerten Erfolge mehr erzielen. Insgesamt bestritt er 138 Kämpfe, von denen er 123 gewann.
1988 produzierte die Schlagersängerin Manuela mit ihm die Single Mit 17 fängt das Leben an / Der neue Bundeskanzler. Der „singende Boxmeister mit Herz“ war zuletzt Gastwirt in Böhl-Iggelheim und trat vor allem im südwestdeutschen Raum als Sänger auf.

## Länderkämpfe von Hans Freistadt
- 1964 in Bukarest, Rumänien gegen BRD, Punktniederlage gegen Ion Ciuca,
- 1965 in Łódź, Polen gegen BRD, Punktniederlage gegen Artur Olech,
- 1965 in Poznań, Polen gegen BRD, Punktsieger über Zbigniew Olech,
- 1965 in London, England gegen BRD, Punktniederlage gegen Tony Humm,
- 1967 in Kiel, BRD gegen Polen, Punktniederlage gegen Karol Czempik,
- 1967 in Rosenheim, BRD gegen Polen, Punktniederlage gegen Karol Czempik,
- 1967 in Wesel, BRD gegen Rumänien, Punktniederlage gegen Gruescu,
- 1967 in Siegen, BRD gegen Mexiko, Punktniederlage gegen Delgado,
- 1970 in Alicante, Spanien gegen BRD, Aufgabe-Sieger 2. Runde über Rodriguez Figero,
- 1970 in Bremen, BRD gegen die Tschechoslowakei, Punktsieger über Freiberg,
- 1970 in Köln, BRD gegen Polen, Punktniederlage gegen Hubert Skrzypczak,
- 1970 in Le Mans, Frankreich gegen BRD, Punktsieger über Coxo,
- 1971 in Hannover, BRD gegen Italien, Punktniederlage gegen Udelle,
- 1971 in Essen, BRD gegen USA, Punktniederlage gegen Lewis,
- 1971 in Berlin, BRD gegen Frankreich, Punktniederlage gegen Khaloufi

## Diskografie
- http://www.blm-music.de/infoean_4084930204543.html